# Československá basketbalová liga 1991/1992
1. basketbalová liga 1991/1992 byla v Československu nejvyšší ligovou basketbalovou soutěží mužů, v ročníku 1. ligy hrálo 16 družstev.  USK Praha získalo titul mistra Československa, Baník Prievidza skončila na 2. místě a BVC Brno na 3. místě. Ze třech nováčků ligy se udrželi dva - TTS Trenčín  (8. místo) a ŠKP Banská Bystrica (10. místo), ale sestoupilo Dynamo Hradec Králové (12. místo) a také Chemosvit Svit.
Konečné pořadí 1991/1992: 

1. VŠ Praha (mistr Československa 1992) - 2. Baník Cígel Prievidza - 3. BVC Brno - 4. Dukla Olomouc - 5. Sparta Praha - 6. NH Anes Ostrava - 7. TTS Trenčín - 8. Baník Handlová - 9. BK VŠDS Žilina -  10. ŠKP Banská Bystrica - 11. SKP Pardubice - 12. TU Košice - 13. Lokomotíva Pezinok - 14. Inter Bratislava - další 2 družstva sestup z 1. ligy:  15. Chemosvit Svit - 16. Dynamo Montas Hradec Králové		

## Systém soutěže
Všech šestnáct družstev hrálo dvoukolově každý s každým (zápasy doma - venku), každé družstvo odehrálo 30 zápasů. Po základní části se družstva rozdělila na dvě skupiny (1.-8., 9.-14.). Prvních 8 družstev pokračovala dvoukolově (systém doma - venku), po němž byly hrány zápasy o titul a o třetí místo. Družstva na 9. až 14. místě pokračovala dvoukolově (systém doma - venku) o konečné umístění a o sestup. 

## Tabulka základní část 1991/1992
| Poř. | Tým                    | Z  | V  | P  | Skóre     | Body | Kon. pořadí |
| ---- | ---------------------- | -- | -- | -- | --------- | ---- | ----------- |
| 1.   | USK Praha              | 44 | 35 | 9  | 4164:3487 | 79   | 1. místo    |
| 2.   | Baník Cígel Prievidza  | 44 | 27 | 17 | 3717:3574 | 71   | 2. místo    |
| 3.   | BVC Brno               | 44 | 26 | 18 | 3704:3417 | 70   | 3. místo    |
| 4.   | Dukla Olomouc          | 44 | 26 | 18 | 3610:3465 | 70   | 4. místo    |
| 5.   | Sparta Praha           | 44 | 26 | 18 | 3890:3680 | 70   | 7. místo    |
| 6.   | NH Anes Ostrava        | 44 | 23 | 21 | 3743:3766 | 67   | 6. místo    |
| 7.   | BK TTS Trenčín         | 44 | 23 | 21 | 3513:3595 | 67   | 8. místo    |
| 8.   | Baník Handlová         | 44 | 20 | 24 | 3235:3464 | 64   | 11. místo   |
| 9.   | Slávia VŠD Žilina      | 44 | 24 | 20 | 3562:3413 | 68   | 5. místo    |
| 10.  | BK ŠKP Banská Bystrica | 44 | 22 | 22 | 3652:3725 | 68   | 12. místo   |
| 11.  | SKP Pardubice          | 44 | 22 | 22 | 3748:3816 | 66   | 9. místo    |
| 12.  | TU Košice              | 44 | 21 | 23 | 3675:3692 | 65   | 10. místo   |
|      |                        |    |    |    |           |      |             |
| 13.  | Lokomotíva Pezinok     | 47 | 23 | 24 | 4215:4215 | 70   | 13. místo   |
| 14.  | Inter Bratislava       | 47 | 22 | 25 | 3967:3931 | 69   | 14. místo   |
| 15.  | Chemosvit Svit         | 47 | 13 | 34 | 3746:4067 | 60   |             |
| 16.  | Dynamo Hradec Králové  | 47 | 5  | 42 | 3742:4576 | 52   |             |

## Play off 1991/1992
- Kvalifikační kolo:
  - BK VŠDS Žilina - Baník Handlová 83:57, 81:89
  - Sparta Praha - TU Košice 101:70, 93:70
  - TTS Trenčín - ŠKP Banská Bystrica 86:61, 68:81
  - NH Ostrava - SKP Pardubice 91:72, 79:82
- O pořadí na 9. - 12. místě (na 2 vítězné zápasy):
  - Baník Handlová - TU Košice 1:2 (104:82,62:65, 70:75)
  - ŠKP B.Bystrica - SKP Pardubice 1:2 (95:80,87:92, 67:96)
- Čtvrtfinále (na 2 vítězné zápasy): 
  - USK Praha - VŠDS Žilina 2:0 (96:74, 87:71)
  - Dukla Olomouc - Sparta Praha 2:1 (63:64,95:86, 78:73)
  - BC Prievidza - TTS Trenčín 2:0 (80:57, 100:92)
  - BVC Brno - NH Anes Ostrava 2:0 (70:67, 73:71)
- O celkové konečné umístění:
  - o 13. místo: Lok. Pezinok - Inter Bratislava 2:0 (80:78, 93:90)
  - o 11. místo: Baník Handlová - ŠKP B.Bystrica 3:2 (76:49, 96:67, 83:59, 76:77, 72:104)
  - o 9. místo: SKP Pardubice - TU Košice 3:1 (97:76, 102:94, 87:89, 91:83)
  - o 7. místo: Sparta Praha - TTS Trenčín 3:0 (107:91, 102:82, 92:83)
  - o 5. místo: NH Anes Ostrava - BK VŠDS Žilina 0:3 (74:84,71:88, 76:101)
  - o 3. místo: BVC Brno - Dukla Olomouc 3:0 (93:69, 111:80, 72:70
  - "Finále": USK Praha - BC Prievidza 3:0 (114:87, 125:60, 85:69)

## Sestavy (hráči, trenéři) 1991/1992
- VŠ Praha: Václav Hrubý, Petr Treml, Jaromír Geršl, Kameník, Bečka, Nečásek, Novotný, Dvořák, P. Hartig, Strejček, Zalužanský, Lukš, Palatinus. Trenér František Rón
- Baník Prievidza: Dušan Lukášik, Dimavičius, Tomkevičius, Uhnák, Bárta, Marko, Marchyn, Jelačič, Pekárik, Pekár, Hrubina, Pipíška, Szomolányi, Pasovský. Trenér V. Garastas
- Zbrojovka Brno: Jan Svoboda, Jeřábek, Harásek, Němec, Pelikán, Šibal, Czudek, Jančař, Josef Sedlák, Jimramovský, Švrlinga, Strašák, Severa, P. Beneš, Licek, P. Musil. Trenér Miroslav Pospíšil
- Dukla Olomouc: Rusz. Hlaváč, S. Petr, Geršl, Krämer, Suk, Formánek, Svozil, Billík, Magnusek, Vítek, Lupač, Klimeš, T. Sedlák. Trenér V. Dzurilla
- Slávia VŠD Žilina:  Bystroň, Kočvara. Buňák, Faith, Konečný, Tate, Pavlus, I. Jančura, Petrák, Brokeš, Golian, Licehamr, Štefek, Lobodáš, Baláž. Trenér B. Iljaško
- NHKG Ostrava:  Dušan Medvecký, Klapetek, Hudson, Kneifl, Staniulis, Fajta, Chaloupka, Veselý, Volný, Rusz, Kalus, Milan Korec, Magnusek, Neuwirth, Kozák. Trenér Zdeněk Hummel
- Sparta Praha: Michal Ježdík, Lee Rowlinson (USA), Tracey Walston (USA), Petr Janouch, Libor Vyoral, Karel Forejt, Ivan Beneš, Adolf Bláha, Hynek Cimoradský, František Babka, Martin Bělík, M. Bakajsa, M. Modr, F. Vorel, S. Choutka. Trenéři Jiří Růžička, Pavel Majerík
- BK TTS Trenčín: Ďurček, Havlík, Mikušovič, Chromej. Jakabovič, Brabenec, Senko, M. Hrnčiar, Burdej. Hertlík, Kuzmiak, Celler, Dzurila. Trenér K. Brabenec
- SKP Pardubice: Miloš Kulich, Martin Jelínek, Peterka, Kolář, Zajíc, Urbánek, Zikuda, Bacík, Minarovjech, Vahala, Trnka, Šenkýř, Kořínek, Balek, Pour. Trenér Jaroslav Kantůrek
- TU Košice: Penikas, Jakubenko, Krajňák, Bule, Farkaš, Šponták, Palko, Brostl, Samec, Mikuláš, Meluš, Kukla, Nagy, Kovalčík. Trenér R. Girskis
- Baník Handlová: Floreš, Orgler, Morávek, Linkeš, Sabol, Mátych, Sekot, L. Smačko, Pekár, Jakubauskas, Šakový, Javůrek, Patcsh, Chríbik. Kaniansky. Trenér Pavol Bojanovský
- BK ŠKP Banská Bystrica: Šaptala, Lovík, Dorazil, Miškovič, V. Matějčík, M. Matějčík, Nerad, Vranz, Kačinskas, Židzík, Bruchala, Murín, Michalík, Kmetoni, Porubčan. Trenér L. Doušek
- Lokomotiva Pezinok: Justin Sedlák, Lukjanec, Bošňák, Černický, Wrobel, Ištok, Marek, Minár, Dool, Vido, Doubek, Šedivý, Hlavena, Stanček, Tkáč, Procházka. Trenér M. Arpáš
- Inter Bratislava: Kubrický, Hvorečný, Hudeček, Kriščík, Weiss, Mičuda, Andruška, Polovjanov, Wimmer, Bubák, Kirchner, Riečky, Timko, M. Sedlák, Konečný. Minarovjech. Trenér M. Rehák
- Chemosvit Svit: Igor Vraniak,  Jaroslav Skála, Zlámal, Seman, Ostronosov, Drobný, Čivilis, Gajan, Jaroš, Záboj, Krč, Kofroň, Kmetoni, Bocko, Ridilla. Trenér B. Sako
- Dynamo Hradec Králové: Jagob, V. Krejčí, Majer, Topolský, Faltýnek, Slawisch, Burgr, Vaněček, Richter, Dlouhý, Heřmanek. Šafránek, Müller, Hováček, Hanzlík, Košťál. Trenér I. Burkert

## Zajímavosti
- USK Praha v Poháru evropských mistrů 1991/92 hrál 2 zápasy (0-2, 141-162), vyřazen v 1. kole od Pezoporikós OL Lárnax, Kypr (86-83, 88-92).
- Sparta Praha v Poháru vítězů pohárů 1991/92 hrála 2 zápasy (1-1, 171-184), vyřazen v 1. kole od Panionios BC Athény, Řecko (87-81, 84-103).
- Koračův pohár 1991/92 
  - BVC Brno hrálo 2 zápasy (1-1, 164-178) , vyřazeno v 1. kole od TVG Trier, Německo (102-80, 62-98)
  - Baník Prievidza hrál 2 zápasy (1-1, 151-163), vyřazen v 1. kole od Cukurova Üniver. SK Adana, Turecko (87-83, 64-80)
  - Slávia VŠD Žilina hrála 2 zápasy (1-1, 184-195), vyřazen v 1. kole od Tungsram SC Budapest, Maďarsko (88-84, 96-111)
  - Baník Handlová hrála 2 zápasy (0-2, 148-200), vyřazena v 1. kole od Iraklís BC Soluň, Řecko (79-89, 69-111)
- Vítězem ankety Basketbalista roku 1991 byl Jan Svoboda.
- „All Stars“ československé basketbalové ligy - nejlepší pětka hráčů basketbalové sezóny 1991/92: Jan Svoboda, Pavel Bečka, Václav Hrubý, Michal Ježdík, Stanislav Kameník.